# Æthelflæd Candida
Pour les articles homonymes, voir Æthelflæd (homonymie).
Æthelflæd, surnommée Candida « la Blanche » ou Eneda « la Cane », est une noble anglaise du Xe siècle. Elle est la première épouse connue du roi Edgar le Pacifique et la mère de leur fils Édouard le Martyr.

## Biographie
Æthelflæd n'est mentionnée dans aucune source contemporaine et n'apparaît que dans des chroniques postérieures à la conquête normande de l'Angleterre. Le premier à la citer est Eadmer, dans son hagiographie de l'archevêque Dunstan de Cantorbéry. D'après lui, Æthelflæd  « la Blanche » (Candida) est la fille de l'ealdorman d'Est-Anglie Ordmær, l'épouse d'Edgar et la mère de son fils Édouard le Martyr. Jean de Worcester reprend cette histoire dans sa chronique, en donnant à Æthelflæd (qu'il appelle à tort Ælfflæd) le surnom de « Cane » (Eneda),. Ni Eadmer, ni Jean de Worcester ne précisent ce qu'il advient d'elle par la suite : elle pourrait avoir été répudiée ou être morte en couches.
Ce récit est problématique dans la mesure où aucun ealdorman d'Est-Anglie nommé Ordmær n'est attesté dans les sources contemporaines. Le Liber Eliensis, une chronique du XIIe siècle qui compile plusieurs sources antérieures, mentionne un individu de ce nom, mais il n'est décrit que comme « un homme important ». Cet Ordmær procède, avec sa femme Æalde, à un échange de terres avec l'ealdorman d'Est-Anglie Æthelstan Demi-Roi entre 932 et 956 : il lui cède le domaine de Hatfield, dans le Hertfordshire, en échange de terres dans le Devon. Lorsque Æthelstan abdique pour entrer dans un monastère, en 956, il remet Hatfield à la garde de ses fils, mais Edgar s'en empare en prétendant qu'Ordmær et Æalde lui avaient légué ces terres à leur mort,. Si les deux Ordmær ne sont qu'une seule et même personne, l'intérêt d'Edgar pour Hatfield pourrait s'expliquer par son mariage avec Æthelflæd. Il reste cependant possible qu'Eadmer et Jean de Worcester aient commis une erreur en confondant Æthelflæd avec Ælfthryth, la dernière femme du roi Edgar, dont le père s'appelle Ordgar, un nom similaire à Ordmær, et occupe effectivement le rang d'ealdorman.
L'historienne Ann Williams envisage la possibilité que le personnage d'Æthelflæd ait été inventé pour redorer l'image d'Edgar. En effet, dans une hagiographie de Dunstan antérieure à celle d'Eadmer, Osbern écrit qu'Edgar aurait séduit une religieuse de l'abbaye de Wilton et qu'Édouard aurait été le fruit de cette union scandaleuse. Cette invention aurait soutenu la cause d'Édouard contre celle de son demi-frère cadet Æthelred lors de la querelle de succession qui éclate à la mort d'Edgar, en 975,.